# Knochenbach (Werre)
Der Knochenbach ist ein 12 km langer, orografisch linker Nebenfluss der Werre in Ostwestfalen-Lippe. Er entspringt als Wiggenbach, heißt im Mittellauf Berlebecke und im Unterlauf Knochenbach. Der Fluss gehört zum Flusssystem der Weser.

## Geographie

### Verlauf

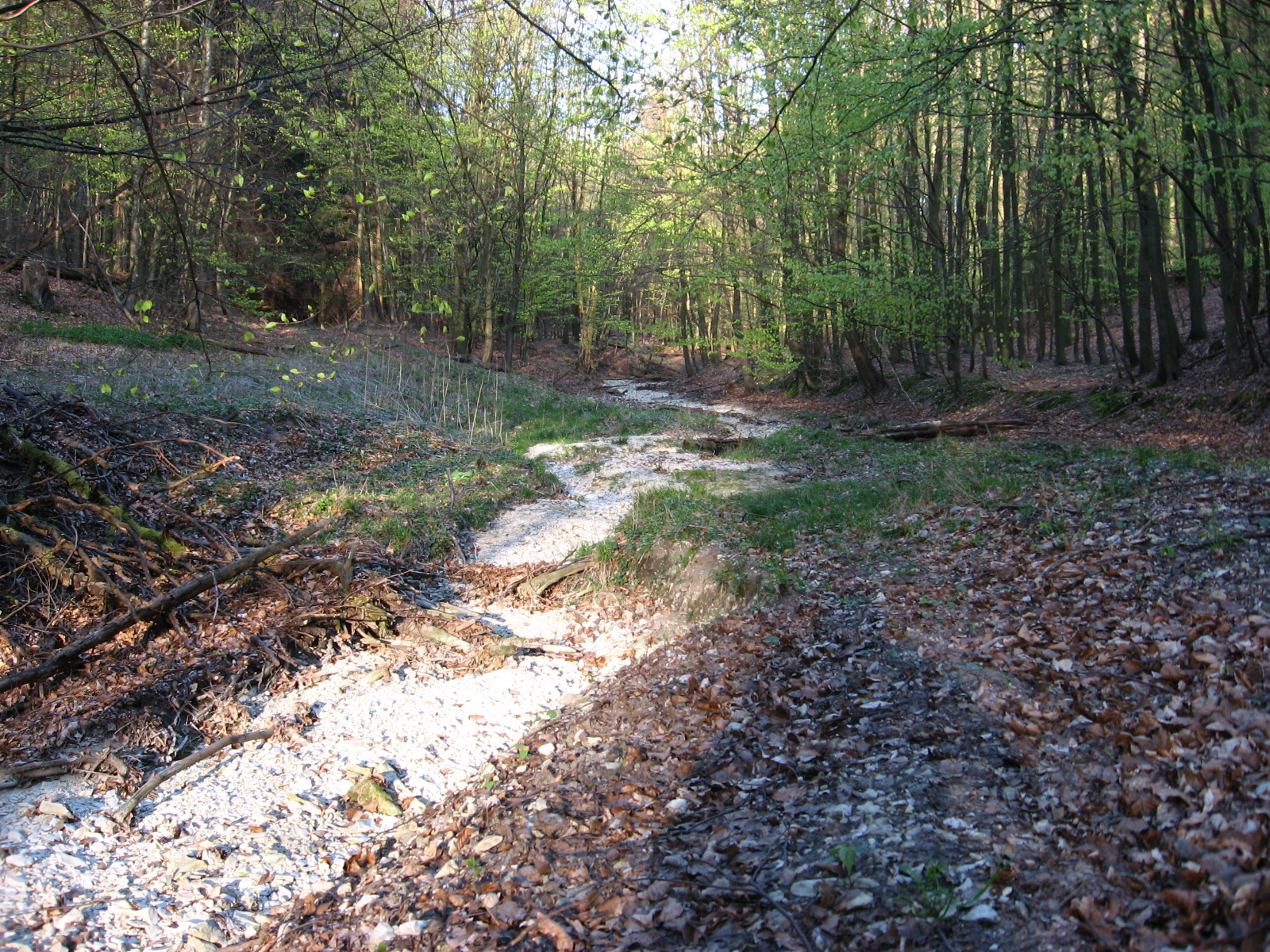
Der trockene Mittellauf des Wiggenbaches

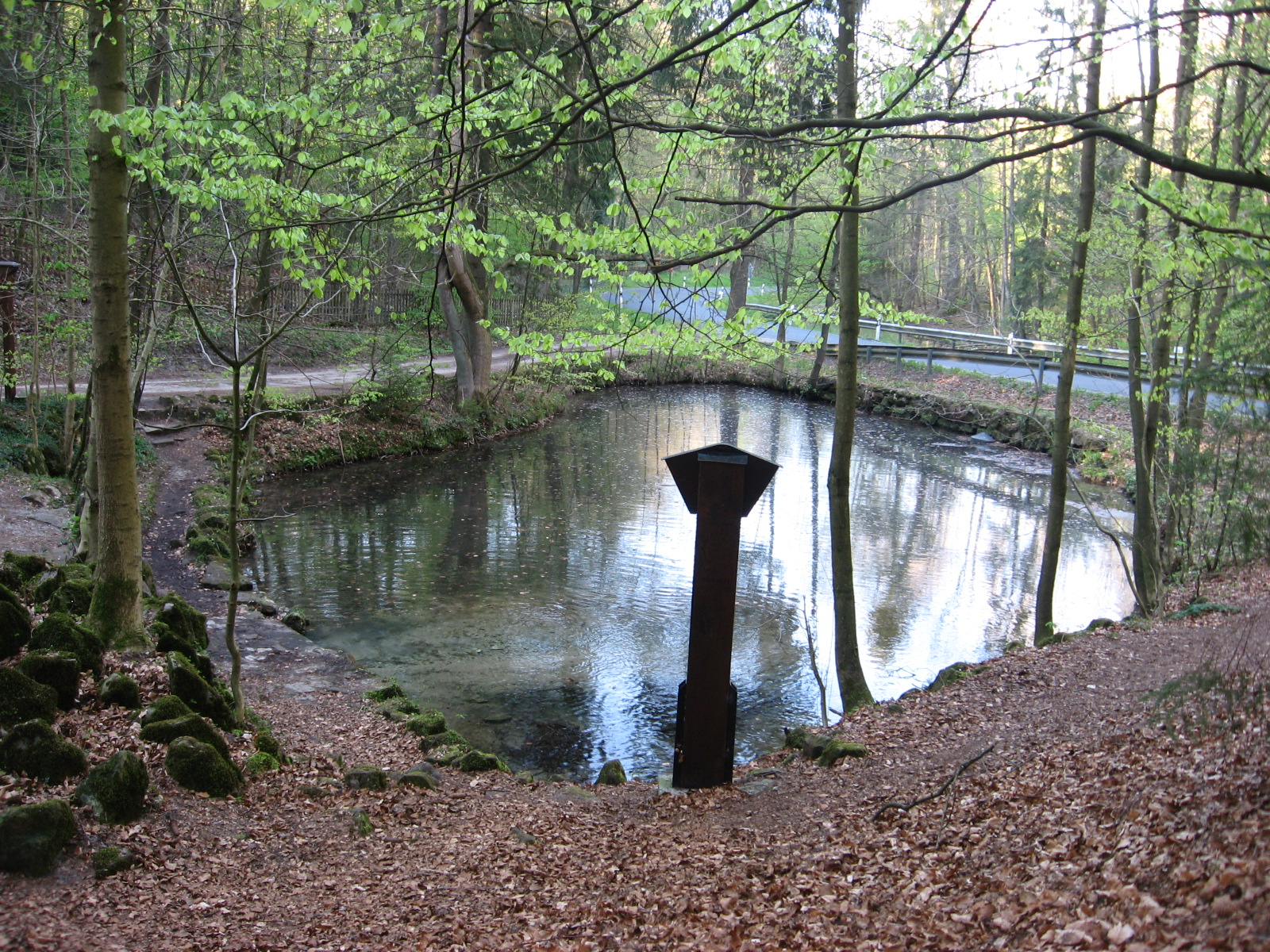
Die Berlebecker Quellen

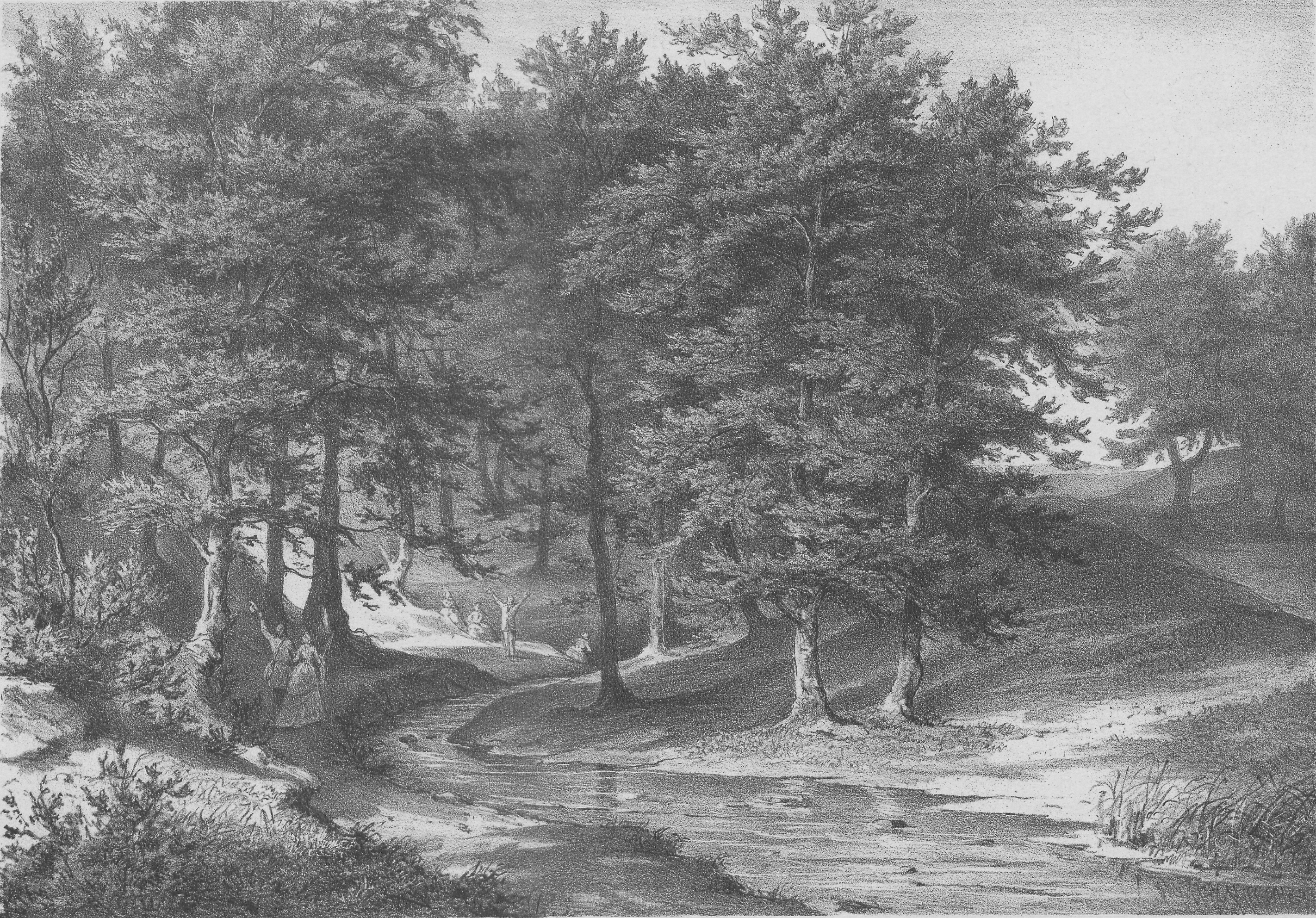
Die Quellen der Berlebecke 1875

Zusammenfluss des Wiggenbaches mit dem in den Berlebecker Quellen entspringenden Gewässer

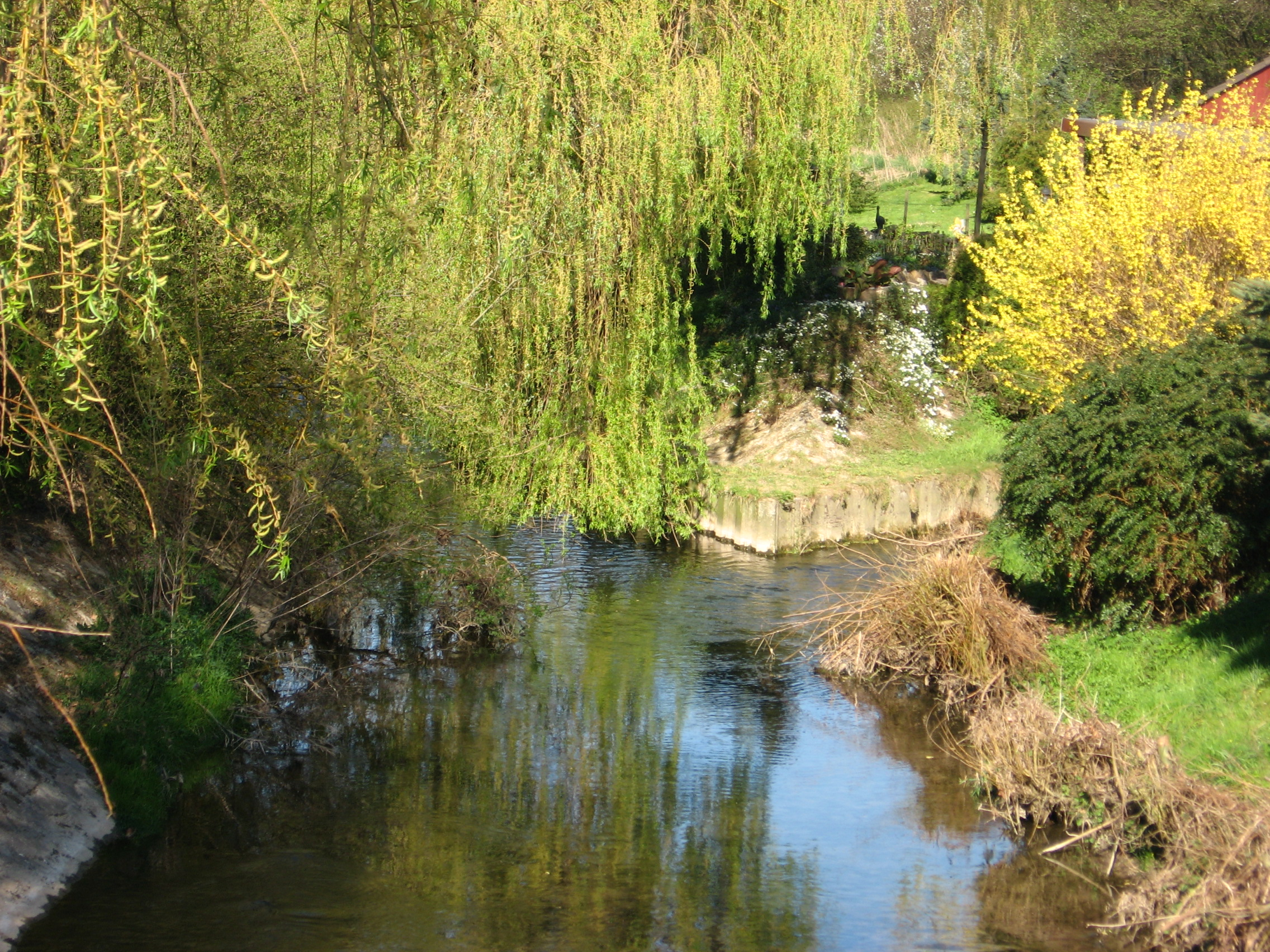
Mündung der Wiembecke

Knochenbach an der Oberen Mühle (vor den Umbaumaßnahmen)

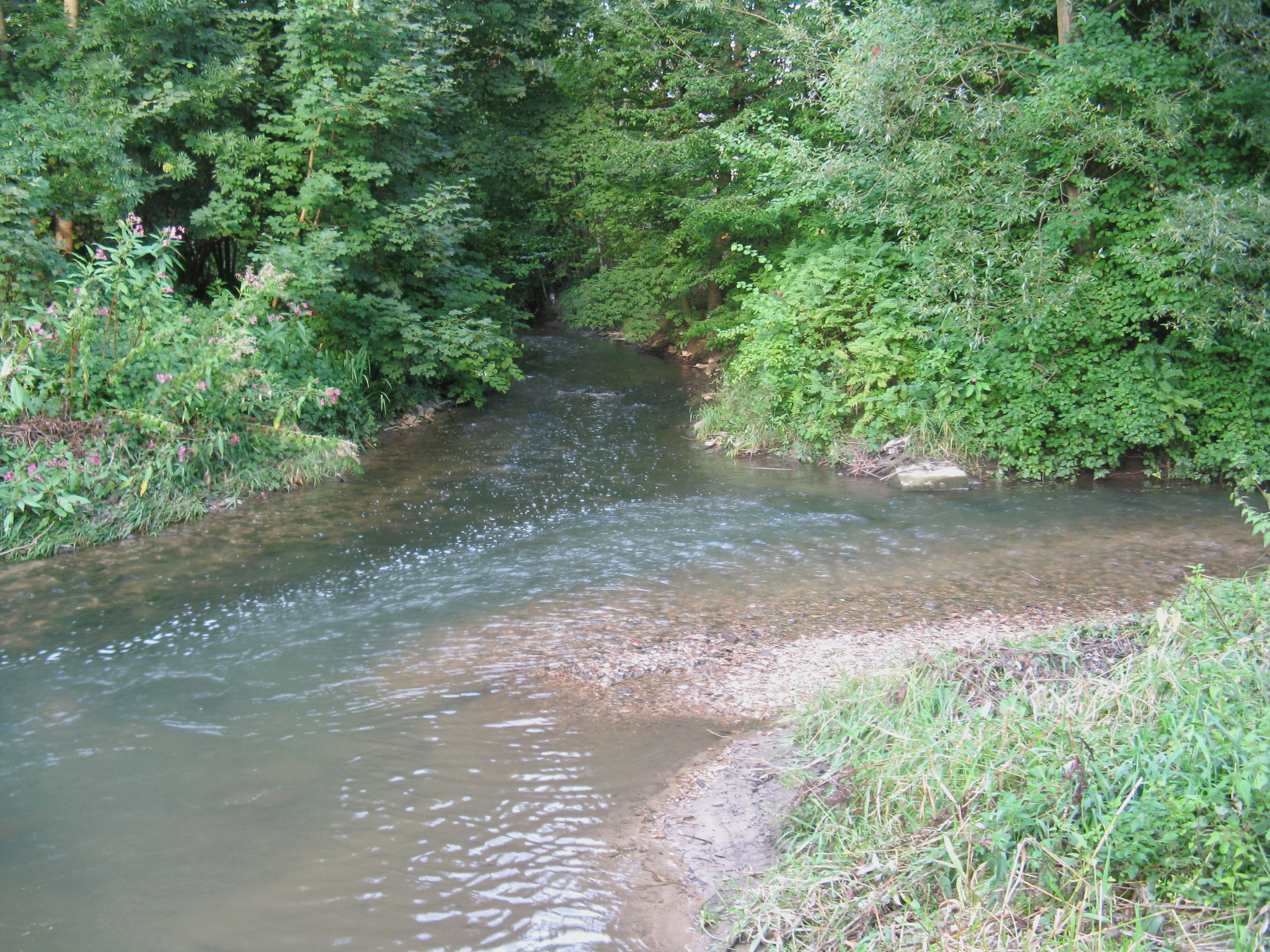
Mündung des Knochenbachs (rechts) in die Werre

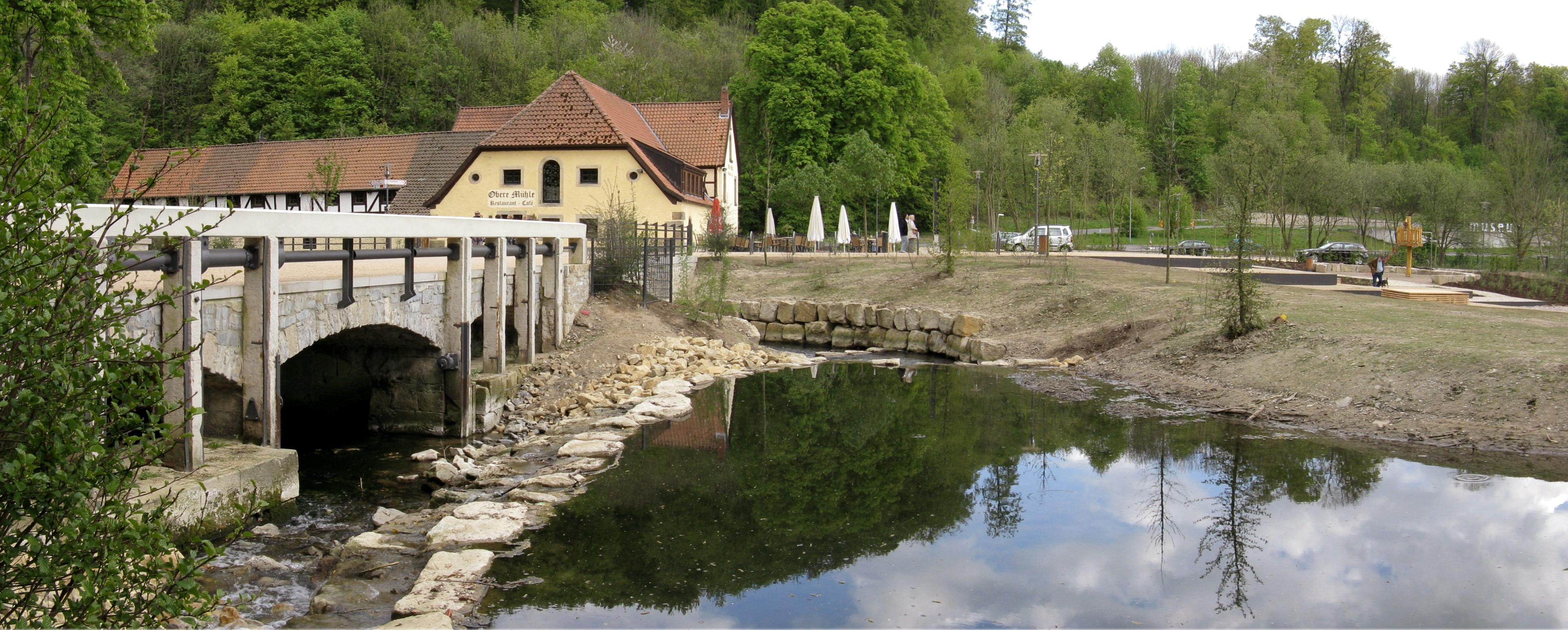
Berlebecke an der Oberen Mühle nach Abschluss der Sanierungsarbeiten

#### Wiggenbach
Der Wiggenbach entspringt an der Nordflanke des Oberen Langenbergs (418 m) auf einer Höhe von etwa 325 m ü. NN. Der Ursprung liegt in unmittelbarer Nähe zur Weser-Ems-Wasserscheide. Er durchfließt in nordwestlicher Richtung den Wiggengrund. Nach 2 km Flussstrecke erreicht der Bach die Berlebecker Quellen. Ab dem Zufluss mit dem von dort kommenden Wasserlauf auf etwa 227 m ü. NN nennt sich der Bach Berlebecke. Das mittlere Sohlgefälle für diesen Abschnitt beträgt 49 ‰. Weite Teile des Flussabschnittes fallen die meiste Zeit des Jahres trocken und führen nur nach ergiebigen Regenfällen Wasser. Beständig Wasser führt der Fluss häufig erst wenige hundert Meter oberhalb der Berlebecker Quellen.

#### Berlebecke
Der Fluss durchfließt in nördlicher Richtung ein enges Tal, in dem zur Verringerung der Fließgeschwindigkeit kaskadenartig Stufen angelegt wurden. Dabei erreicht die Berlebecke den Detmolder Stadtteil Berlebeck und nach wenigen Kilometern weiterer Flussstrecke Heiligenkirchen. Hier mündet rechtsseitig die Wiembecke. Dieser 12 km lange Nebenfluss ist bei seiner Mündung in die Berlebecke deutlich länger als die Berlebecke inklusiv des Wiggenbachs bis dorthin. Etwas weiter abwärts mündet noch im Ort der Silberbach linksseitig in die Berlebecke.

#### Knochenbach
An der „Oberen Mühle“ am südlichen Stadtrand von Detmold unterbricht ein Stauwehr die Durchgängigkeit des Gewässers. Hier wird vom Bach Wasser nach rechts abgezweigt, das den Friedrichsthaler Kanal speist; der Fluss selbst wird ab dort Knochenbach genannt. Dieser fließt noch einige hundert Meter unterhalb des Wehrs in Richtung Norden, wendet sich dann jedoch nach Westen und durchfließt die westlichen Stadtteile Detmolds. Im Industriegebiet Detmold-West mündet er auf 123 m ü. NN von links der Werre zu.

### Flusslänge
Nach den Angaben des Landesvermessungsamtes NRW wird die Gesamtlänge des Flusslaufes mit 18,2 km angegeben; der Unterlauf ab Heiligenkirchen mit dort mit Wiembecke bezeichnet. In der Deutschen Grundkarte und im sprachlichen Gebrauch wird der Unterlauf bis zur Oberen Mühle jedoch Berlebecke und unterhalb davon Knochenbach genannt. Für die Flussstrecke Wiggenbach–Berlebecke–Knochenbach ergibt sich eine Länge von 12 km. Der Unterlauf ab dem Zusammenfluss von Berlebecke und Wiembecke hat eine Länge von 6,3 km, so dass sich für die Wiembecke eine Länge von 11,9 km, für den Oberlauf der Berlebecke einschließlich des Wiggenbachs eine Länge von 5,7 km ergibt, wovon 2,0 km auf den Wiggenbach entfallen.

### Nebenflüsse
Im Folgenden werden die Nebenflüsse des Knochenbaches aufgeführt, flussabwärts betrachtet.
- Stembergbach – 0,7 km langer, rechter Nebenfluss auf 188 m ü. NN
- Wiembecke – 11,8 km langer, rechter Nebenfluss auf 158 m ü. NN
- Silberbach – 2,2 km langer, linker Nebenfluss auf 156 m ü. NN
- Rautenbergbach – 2,1 km langer, linker Nebenfluss auf 153 m ü. NN
- Grüttenbach – 1,7 km langer, linker Nebenfluss auf 148 m ü. NN
- Vietbergbach – 1,1 km langer, linker Nebenfluss auf 123 m ü. NN

## Geschichte
Bereits 1701 wurde die Berlebecke im Bereich der späteren Oberen Mühle aufgestaut und eine von 3 Schleusen unter Bauleitung des Niederländers Hinrich Kock errichtet. Die Stauhöhe betrug damals zwischen 3,80 und 4,00 m. Als 1748 die Kanalschifffahrt eingestellt wurde, errichtete man 1752 in der Schleuse eine Mühle, die Obere Mühle, und fand so eine neue Nutzung für die alte Schleuse, die so erhalten werden konnte. Das Wasser der Berlebecke trieb drei Mühlräder an. Außerdem entstand in diesem Zeitraum auch das Wehr am Oberwasser oberhalb der Mühle. Vor einer bereits bestehenden Gewölbebrücke wurde eine zweite Brücke mit drei Segmentbögen errichtet. Das eigentliche Stauwehr bestand ursprünglich aus zehn Pfeilern aus Sandstein zwischen denen die Holztafeln höhenverstellbar eingelassen wurden. Die Mühle war bis 1958 in Betrieb, wurde stillgelegt und zehn Jahre später zum Gastronomie um- und ausgebaut.
An der Oberen Mühle wird dem Knochenbach ein Teil seines Wassers entnommen. Vor der Sanierung des Areals entlang des Friedrichsthaler Kanals wurde der Knochenbach direkt unterhalb des Wehres an der Oberen Mühle durch eine weitere Staustufe angestaut und ein Teil seines Wassers in einem kleinen Stollen durch den rechts parallel zum Knochenbach verlaufenden Wall geleitet und zur Speisung des Friedrichstaler Kanals, der das Schloss im Zentrum der Altstadt Detmolds mit dem „Neuen Palais“ und den Friedrichstaler Anlagen verbindet, verwendet. Im Zuge der Umgestaltung der Friedrichsthaler Anlagen im Jahr 2008 wurde ein Teich bei der Oberen Mühle angelegt, der mit dem Wasser des Knochenbaches gespeist wird. Das aus dem Teich abfließende Wasser speist wiederum nun den Friedrichsthaler Kanal. Zusätzlich wurde eine große Fischtreppe angelegt und hinter dem ehemaligen Wehr eine Sohlgleite angelegt, die das alte Wehr "entschärft".

## Hochwasser
Neben dem Jahrhunderthochwasser 1946, das zu enormen Schäden an Flüssen und Bächen in ganz Nordwestdeutschland führte, verursachte ein Hochwasser 1998 große Schäden im Einzugsgebiet der Oberen Werre, darunter auch am Knochenbach. Die größten Schäden waren im Detmolder Industriegebiet West, dem Mündungsbereich des Knochenbaches, zu verzeichnen. Aufgrund eines Anstiegs des Wasserstandes des Knochenbaches um 4 m uferte der Bach massiv aus und überflutete die Kellerräume zahlreicher Firmen und Wohnhäuser sowie ein Transformatorenhäuschen, was zu einem Stromausfall führte.
Ein Faktor, der die Überflutung verstärkte, war das orthogonale Auftreffen des Wassers des Knochenbachs auf die Werre, die ein niedrigeres Gefälle aufweist als der Knochenbach. Deshalb kam es zu einem Rückstau der Werre, der die Überflutung verstärkte. Als Konsequenz dieses und einiger schwächerer späterer Hochwasser wurde der Knochenbach auf den letzten 100 Metern so verlegt, dass er nun nicht mehr seitlich in die Werre „schießt“ und nun das Wasser der Werre ähnlich dem Prinzip einer Wasserstrahlpumpe mitzieht. Außerdem wurde wenige hundert Meter oberhalb der Mündung ein großes Pumpwerk mit zwei Schneckenpumpen erbaut, das die tiefergelegenen Teile des Industriegebietes bei Hochwasser trocken hält und das Wasser zurück in das Flussbett des Knochenbachs pumpt.

## Umwelt

### Wasserqualität
Der Oberlauf der Berlebecke bis oberhalb von Heiligenkirchen stellt den saubersten Flussverlauf in Lippe dar und wird der Gewässergüteklasse I (2003) bzw. I-II (2008) zugeordnet.
Ab Heiligenkirchen bis zur Einmündung in die Werre verschlechtert sich die Wasserqualität auf Güteklasse II.
Muschelkalkgebiete bilden die Gewässerlandschaft des Knochenbaches und seiner Nebenflüsse.
Anliegergemeinden sind die Stadt Detmold und Horn-Bad Meinberg, wenn man die Wiembecke einbezieht.
Der Werre-Wasserverband betreibt einen Pegel am Knochenbach, dessen Daten online abgerufen werden können.